# Franz Stuschka
Franz Stuschka (* 3. Juli 1910 in Liesing; † 1986) war österreichischer SS-Führer und Mitarbeiter im Eichmannreferat des Reichssicherheitshauptamtes (RSHA). Stuschka wurde nach Kriegsende in Wien zu sieben Jahren Haft verurteilt.

## Biografie
Stuschka, der über keine abgeschlossene Schul- oder Berufsausbildung verfügte, trat zum 1. November 1934 der SS bei (SS-Nummer 208.994) und erhielt 1936 bei der Österreichischen Legion als SS-Mann eine militärische Ausbildung in Deutschland. Nach dem „Anschluss“ von Österreich an das Deutsche Reich kehrte er nach Liesing zurück und war dort ab 1938 beim Arbeitsamt tätig. Nach seiner Entlassung war Stuschka ab 1939 in der „Zentralstelle für jüdische Auswanderung in Wien“ tätig. Von dort wechselte er nach kurzer Zeit in die im Aufbau befindliche „Zentralstelle für jüdische Auswanderung in Prag“. Wahrscheinlich schon 1940 wurde Stuschka in das Eichmannreferat des RSHA nach Berlin versetzt, wo er ab Januar 1942 als Sachgebietsmitarbeiter Zensor für die jüdische Häftlingspost war. Zudem leitete er im Gebäude des Eichmannreferats ein Arbeitskommando von etwa 30 Juden für Instandhaltungsarbeiten, die überwiegend in „Mischehen“ lebten und deshalb von Deportationen ausgenommen waren. Bei Einsätzen misshandelte Stuschka Angehörige des Arbeitskommandos, wie Überlebende nach Kriegsende berichteten. In der SS stieg Stuschka 1942 bis zum SS-Obersturmführer auf.
Ab Anfang März 1944 leitete Stuschka als Kommandoführer ein Außenkommando des Ghettos Theresienstadt in Wulkow – Kommando Zossen. Der Aufbau des Lagers unterstand SS-Oberführer Albert Duchstein (* 1910), Adjutant von Heinrich Müller vom Reichssicherheitshauptamt Amt IV (Gegnerforschung und Bekämpfung), und lief unter dem Tarnnamen „Dachs“. Ab März 1944 errichtete ein Arbeitskommando aus etwa 240 Häftlingen außerhalb von Berlin ein Gestapo-Ausweichquartier. Es wurde im Herbst 1944 zum Teil bezogen und frontbedingt am 3. Februar 1945 aufgegeben, worauf die Häftlinge am 10. Februar 1945 wieder Theresienstadt erreichten. Im März 1945 war Stuschka noch für ein Arbeitskommando mit 61 Häftlingen in Schnarchenreuth bei Hof zuständig. Das Kommando hätte Baracken im Auftrag des RSHA errichten sollen, was sich aufgrund der Kriegslage jedoch als unmöglich erwies. Auch diese Häftlinge wurden wieder nach Theresienstadt überstellt, das sie am 20. April 1945 erreichten. Walter Grunwald (1919 – 2000), Häftling in Theresienstadt und ein Angehöriger der beiden Außenkommandos, hinterließ in seinen Erinnerungen ausführliche Schilderungen der Lebens- und Arbeitsbedingungen in den beiden Kommandos und von Stuschkas sadistischem Verhalten gegenüber den ihm ausgelieferten Häftlingen.

## Nach Kriegsende
Anfang September 1946 wurde er in Weinberg bei St. Gilgen verhaftet, am 16. Oktober 1947 von der United Nations War Crimes Commission auf die Liste „A“ der Kriegsverbrecher mit Nr. 6.633 gesetzt. Vor dem Volksgericht Wien war er der Misshandlung, des Mordes und der Beihilfe zum Mord während seiner Tätigkeit in den Außenkommandos Wulkow und Schnarchenreuth angeklagt. Am 17. Dezember 1949 wurde Stuschka zu sieben Jahren Haft verurteilt. In den 1960er Jahren wurde am Landesgericht für Strafsachen Wien gegen ihn und weitere Angehörige des RSHA aus Österreich ermittelt, das Verfahren wurde jedoch am 17. Dezember 1969 wieder eingestellt.
Ein Dokumentarfilmer spürte Stuschka 1985 in Wien auf, wo dieser in ärmlichen Verhältnissen lebte. Stuschka bestritt in der Dokumentation, die am 3. März 1985 in der ARD unter dem Titel „Gesucht wird … – Franz Stuschka, KZ-Kommandant. Film von Paul Karalus“ ausgestrahlt wurde, ein Mörder zu sein. Er „sei viel zu gut, noch heute“. Nach seinem Tod wurde er am 1. April 1986 am Friedhof der Feuerhalle Simmering beigesetzt (Gruppe E17, Nummer 142).